# Jan Pechanec
Jan Pechanec (6. prosince 1883 Valašské Klobouky – 1. října 1977 Valašské Klobouky) byl český a československý politik a meziválečný senátor Národního shromáždění ČSR za Československou stranu lidovou.

## Biografie
Pocházel ze soukenické rodiny. Po ukončení měšťanské školy absolvoval několik účetních kurzů. Vypomáhal rodičům jako soukeník, poté si zařídil menší živnost na výrobu cementového zboží. Od roku 1919 byl členem ČSL. Působil především v komunální politice. Od roku 1919 člen obecního zastupitelstva, radní a v letech 1923–1930 a 1933–1937 starosta Valašských Klobouků. Patřil mezi vážené osobnosti města. Za 2. světové války byl místostarostou a po zatčení starosty Jana Fojtíka byl pověřen řízením města. Po válce se již do politického dění nezapojil.
V parlamentních volbách v roce 1935 získal senátorské křeslo v Národním shromáždění za lidovce. V senátu setrval do jeho zrušení v roce 1939, přičemž krátce předtím ještě v prosinci 1938 přestoupil do nově vzniklé Strany národní jednoty.
Profesí byl rolníkem z Valašských Klobouků.
V politice se krátce angažoval i po válce. V říjnu 1945 patřil za lidovce do delegace města Valašské Klobouky, která udělovala v Praze čestné občanství Edvardu Benešovi.